# Денежный суррогат
Денежный суррогат (англ. monetary surrogate, money surrogate, money substitute) — заменитель законного платежного средства или денег вообще, который выполняет все или часть их функций, таких как средство обращения, платежа или сбережения.
Как экономическая категория «денежный суррогат» объединяет и разрешённые (законные, легитимные, например, векселя, депозитные сертификаты), и запрещённые инструменты денежного обращения.
С юридической точки зрения, понятие «денежный суррогат» обычно сводится только к нелегитимным средствам. Так, в российском законодательстве денежными суррогатами являются, например, все разновидности частных денег, в том числе криптовалюты.
Чрезвычайные деньги по функциям близки суррогатным деньгам; отличие состоит в том, что чрезвычайные деньги, несмотря на их выпуск с определёнными нарушениями действующих денежных стандартов или полномочий выпускающих органов, с самого начала функционируют и признаются властями как средство платежа и более никакой функции не выполняют. Денежные же суррогаты, напротив, по своей основной функции (например, облигации или сигареты) платёжным средством не являются.

## Экономическая категория
Экономисты рассматривают денежные суррогаты в широком смысле как квазиденьги — любые легитимные краткосрочные финансовые инструменты, которые обладают ликвидностью и могут быть легко конвертированы в законные платежные средства. В этой трактовке к денежным суррогатам относятся кредитные инструменты, которые способны обслуживать товарный оборот: облигации, векселя, чеки, сберегательные и депозитные сертификаты. К ним могут также причисляться иностранные валюты, которые не обладают свойствами законного платёжного средства, но могут ограниченно (или незаконно) использоваться в качестве средства обращения и платежа. Следует отметить, что денежные суррогаты отличаются от квазиденег тем, что они не выступают финансовым инструментом в традиционном смысле.
К денежным суррогатам могут быть отнесены электронные деньги. Фактически, они являются системой учёта и передачи долга. Денежные средства предварительно предоставляются одним лицом другому, учитывающему информацию о размере предоставленных денежных средств без открытия банковского счета, для исполнения денежных обязательств перед третьими лицами и в отношении которых лицо, предоставившее денежные средства, имеет право передавать распоряжения исключительно с использованием электронных средств платежа.
Электронные деньги не являются нелегальными инструментами, поскольку предусмотрены Федеральным законом «О национальной платежной системе» от 27.06.2011 года № 161-ФЗ.
Согласно обзору судебной практики не замечено ни одного случая, когда правоохранительные органы в судебном порядке добивались признания недействительной сделки купли-продажи с участием финансовых инструментов в качестве денежных суррогатов (например, векселей).
Некоторые специалисты считают, что при обсуждении денежного обращения и денежной системы следует избегать употребления термина «денежный суррогат» ввиду принципиальной невозможности установления его содержания.

## Юридическая категория
В юридической науке отсутствует общепризнанное понятие денежного суррогата, что порождает дискуссии о его природе и признаках. Авторы учебного пособия «Правовые основы финансовой безопасности Российской Федерации» Соловьев И. Н., Саттарова Н. А. и др. определяют денежный суррогат как объекты субъективных прав и юридических обязанностей, которые могут выполнять все или часть экономических функций денег.
В юридической науке денежные суррогаты рассматриваются как нелегитимные объекты, выпуск которых и обращение на территории Российской Федерации запрещены. Под запрет попадают альтернативные денежные знаки, платежи в которых могут осуществляться путем как наличных, так и безналичных расчетов.
Статья 75 Конституции РФ гласит, что денежной единицей в Российской Федерации является рубль. Денежная эмиссия осуществляется исключительно Центральным банком Российской Федерации. Введение и эмиссия других денег в Российской Федерации не допускаются.
Статья 27 Федерального закона «О Центральном банке Российской Федерации (Банке России)» гласит, что официальной денежной единицей (валютой) Российской Федерации является рубль. Введение на территории Российской Федерации других денежных единиц и выпуск денежных суррогатов запрещаются.
Таким образом, юридическое определение денежного суррогата является узким. Под ним понимается незаконное платежное средство.

### Дело о колионах
В 2015 году в Егорьевский городской суд Московской области поступило гражданское дело по иску Егорьевской городской прокуратуры к гражданину М. Ю. Шляпникову о признании незаконным использования изготовленных им денежных суррогатов «колионов» (дело № 2-1125/2015 ~ М-666/2015). В качестве третьего лица к суду привлекался Банк России.
Шляпников выпускал колионы и организовывал их наличное обращение для улучшения жизни в деревне Колионово в связи с временным отсутствием денежных средств. Один колион являлся эквивалентом 50 российских рублей. В интерпретации Шляпникова, колионы были его личными долговыми расписками как физического лица. Колионы использовались для оплаты строительства бани, расходов на солярку, при продаже гусей и т. д.
По итогам рассмотрения дела Егорьевский городской суд признал колионы незаконными и запретил их изготовление и оборот.

РЕШЕНИЕ
Именем Российской Федерации
г. Егорьевск Московской области 01 июля 2015 года
Егорьевский городской суд…
УСТАНОВИЛ:
…
Представитель Центрального Банка РФ… иск прокурора поддержала и пояснила, что введение на территории Российской Федерации других денежных единиц и выпуск денежных суррогатов запрещаются.
…
Суд не принимает доводы представителей ответчика о том, что поскольку в законе нет определения денежных суррогатов, то нельзя в данном случае отнести колионы к денежным суррогатам, которые запрещены законом, по следующим основаниям.
…
Суд соглашается с доводами специалистов, что колионы не являются деньгами, не соответствуют всем признакам и функциям денег, использовались в незапрещенных законом гражданско-правовых сделках. Однако, исходя из смысла закона, суд приходит к выводу о том, что «колионы» использовались и участвовали в обороте как «собственные деньги» на локальной территории и являются денежными суррогатами, поскольку по существу выступали в качестве платёжного средства, используемого в обращении и при расчётах наряду с законными средствами платежа, не отвечающего при этом признакам законно введённых в обращение денег и не предусмотренного федеральным законом, выполняя вместе с тем определённые функции денег.
…
При указанных обстоятельствах суд находит иск подлежащим удовлетворению. На основании изложенного, руководствуясь ст. ст. 194—199 ГПК РФ, суд
РЕШИЛ:

Иск удовлетворить. Признать использование денежных суррогатов «колионов» в качестве средства обращения и расчётов при совершении сделок и оказании услуг незаконным и запретить их изготовление и оборот.
Позднее Шляпников возобновил выпуск колионов, но уже в форме криптовалюты на базе оригинальных разработок платформы блокчейна Emercoin, что позволило привлечь от 103 внешних инвесторов 401 биткойн (эквивалент 510 533 долларов).

## Классификация денег и их суррогатов
Европейский центральный банк предлагает следующую классификацию денег:
| Денежная эмиссия | Денежная эмиссия                  | Денежная эмиссия                | Форма                         | Форма                                              | Форма                       |
| Денежная эмиссия | Денежная эмиссия                  | Денежная эмиссия                | Физическая                    | Цифровая                                           | Цифровая                    |
| Денежная эмиссия | Денежная эмиссия                  | Денежная эмиссия                | Физическая                    | Без криптографической защиты                       | С криптографической защитой |
| Правовой режим   | Нерегулируемое платежное средство | Централизованный выпуск         | Купоны, талоны и пр.          | Интернет-купон                                     |                             |
| Правовой режим   | Нерегулируемое платежное средство | Централизованный выпуск         | Купоны, талоны и пр.          | «Мобильный» купон                                  |                             |
| Правовой режим   | Нерегулируемое платежное средство | Централизованный выпуск         | Местная (региональная) валюта | Виртуальная валюта                                 |                             |
| Правовой режим   | Нерегулируемое платежное средство | Децентрализованный выпуск       | Товарные деньги               | Ripple, Stellar                                    | Криптовалюта                |
| Правовой режим   | Регулируемое платежное средство   | Регулируемое платежное средство | Наличные деньги               | Электронные деньги (электронные денежные средства) |                             |
| Правовой режим   | Регулируемое платежное средство   | Регулируемое платежное средство | Наличные деньги               | Денежные остатки на банковском счете               |                             |

Примечание: цветом выделены нерегулируемые платежные средства, которые правоохранительные органы могут рассматривать как нелегитимные на территории Российской Федерации.

## Исторические формы денежных суррогатов
В XIX столетии юристы до денежной реформы 1895—1897 годов в качестве денежных суррогатов рассматривали даже государственные кредитные билеты, обращавшиеся наряду с золотыми и серебряными монетами. К примеру, указывая на приостановку конвертируемости кредитных билетов в металлические деньги, доктор права Цитович П. П. пришел к выводу, что они уподобились денежным суррогатам, поскольку их ценность больше не определялась содержанием ценного металла.

В XIX столетии существовала точка зрения, что денежными суррогатами являются долговые ценные бумаги на предъявителя, выдаваемые частными лицами. Эмиссия частных бумаг противопоставлялась официальной денежной эмиссии, поскольку ценные бумаги на предъявителя служили альтернативным средством обращения. Обер-прокурор Святейшего синода Победоносцев К. П. отмечал, что всякому частному лицу с общей точки зрения должна быть предоставлена свобода в выпуске бумаг на предъявителя. Однако её следует ограничивать по двум причинам. Во-первых, «кредит одной личности дело шаткое и обманчивое; доверяться ему опасно». Во-вторых, «государство само выпускает подобные ценности в виде бумажных денег… и если на денежном рынке появится слишком много безымянных кредитных бумаг, выпущенных частными лицами, то может произойти сильное действие их на ценность государственных денежных знаков».
Уже в то время денежные суррогаты находили применение, свидетельством чему является активная борьба с ними властей. В «Уложении о наказаниях» от 23 ноября 1870 года частным лицам и обществам воспрещалось выпускать безыменные денежные знаки в виде марок, квитанций, ярлыков и всяких других знаков или обязательств на предъявителя, содержащие в себе обещание определённой суммы деньгами.

Правительство Российской империи в период Первой мировой войны из-за дефицита металлов и последующей нехватки разменных металлических монет приняло решение ввести в денежное обращение марки-деньги образца юбилейных марок к трехсотлетию дома Романовых. Первый выпуск марок-денег состоялся в 1915 году. В последующем денежные суррогаты Российской империи и Временного правительства использовались до 1919 года. В период Гражданской войны в России власти некоторых регионов эмитировали собственные марки-деньги. 
В 1918 году советские власти из-за дефицита разменной монеты разрешили использовать в денежном обращении облигации аннулированных ранее Займов Свободы и отрезанных от них процентных купонов. Региональные власти также выпускали в обращение недействительные бланки облигаций и купоны к ним, проставляя на них надпечатки. Обращение «облигационных» суррогатов сошло на «нет» в результате гиперинфляции. Официально они были выведены из обращения в 1922 году в ходе денежной реформы.
После НЭПа государственные организации прибегали к выпуску денежных суррогатов. Известны так называемые тракторные обязательства, чью эмиссию производило Всесоюзное автомобильно-тракторное объединение; автомобильные и велосипедные обязательства Всесоюзного объединения машиностроительной и металлообрабатывающей промышленности; обязательства по фототоварам Всесоюзного объединения оптико-механической промышленности и другие обязательства, погашение которых предполагалось производить деньгами.
В период позднего СССР денежные суррогаты принимали форму талонов, преимущественно продуктовых и имущественных. При помощи талонов организации регулировали распределение и восполнение дефицита продуктов и товаров. Широкую известность имели чеки Внешторгбанка СССР, которые использовались при оплате товаров в специализированных магазинах по торговле на иностранную валюту («Березка»), которые принадлежали Всесоюзному объединению «Внешпосылторг». Это позволяло изымать у советских граждан, побывавших в зарубежных командировках, иностранную валюту.

В 1990-х годах денежные суррогаты существовали в форме казначейских инструментов, региональных денег (талонов, купонов и билетов, выпускаемых региональными властями), векселей, долговых расписок и т. д. Например, после провозглашения независимости Казахстаном и введении местной денежной единицы тенге, при нехватке наличности предприятия выпускали заменители дензнаков в виде платёжных талонов или жетонов. Исторический пик использования денежных суррогатов наблюдался в России в течение кризиса 1998 года, когда от 50 до 70 % оборота продукции в промышленности происходило за счет суррогатов. К причинам распространения денежных суррогатов в России в течение периода перехода к рыночной экономике относятся:
- слабая налоговая база и хронический дефицит госбюджета, что побудило правительство к выпуску денежных суррогатов (казначейские векселя, казначейские налоговые освобождения);
- дефицит инвестиций и оборотных средств, которые стимулировали организации выпускать частные денежные суррогаты;
- высокая инфляция, вызывавшая обесценение законного платежного средства;
- деформация товарного векселя как инструмента коммерческого кредитования в России.

## Классификация денежных суррогатов
Предеин Е. В. в исследовании «„Денежные суррогаты“ в экономике России» предложил классифицировать суррогаты по признаку их эмитента. Всего перечислены четыре типа эмитента: федеральные и муниципальные власти, предприятия, а также банки. Учитывая, что исследование описывает опыт 1990-х годов за периметром классификации остались современные формы суррогатов: криптовалюта, игровая валюта, интернет- и «мобильные» купоны.
Другими классификационными признаками кроме эмитента могут быть место эмиссии (национальное или иностранное государство), а также ограниченность обращения (на территории страны отсутствует ограничение, обращение только в определённом регионе или среди группы лиц). Исходя из перечисленных признаков эмиссии, суррогаты могут быть разделены на несколько классов.
| Эмитент                   | Внутренний эмитент | Внешний эмитент                                                  |
| Обращение без ограничений | |                                                                  |
| Федеральные власти        | - государственная облигация - казначейское обязательство - казначейский вексель - казначейское налоговое освобождение - аннулированные облигации и купоны к ним - марки-деньги - квитанция | иностранная валюта                                               |
| Обращение с ограничениями | |                                                                  |
| Региональные власти       | - вексель - налоговое освобождение - муниципальная облигация | ·                                                                |
| Предприятие               | - криптовалюта - игровая валюта - интернет- и «мобильные» купоны | - криптовалюта - игровая валюта - интернет- и «мобильные» купоны |
| Предприятие               | - собственные денежные знаки - перевод долга - складское свидетельство - облигация - вексель - сертификат - чек - квитанция, билет, талон, купон                                           | ·                                                                |
| Банк                      | - вексель - чек - сберегательный и депозитный сертификат | ·                                                                |
| Частное лицо              | криптовалюта | криптовалюта                                                     |
| Частное лицо              | - собственные денежные знаки - вексель - долговая расписка | ·                                                                |

## Микроэкономика денежного суррогата
Денежные суррогаты участвуют в так называемой безденежной торговле (англ. non-monetary trade). Различаются четыре типа безденежной торговли: бартер (прямой обмен товарами и услугами), оплата денежным суррогатом, взаимозачет и долговой своп (обмен долговыми обязательствами).
Отличительной особенностью денежного суррогата является создание в ходе его выпуска новой задолженности, которая в будущем должна быть погашена законным платежным средством. Если деньги (законные платежные средства) не требуют дополнительных информационных издержек, то в случае денежного суррогата экономические агенты должны осуществлять мониторинг финансового положения его эмитента для оценки вероятности конвертации денежного суррогата в деньги. В результате обращение денежных суррогатов ограничено сетью экономических агентов, которые могут легко и с низкими издержками осуществлять мониторинг или контролировать финансовое положение друг друга.
В частном секторе предложение денежных суррогатов определяется низкой платежеспособностью покупателей товаров и услуг и дефицитом ликвидности, снижением реальных денежных остатков в результате их обесценения (роста цен или снижения валютного курса), а также недоступностью финансирования, прежде всего, банковского кредита. Спрос на денежные суррогаты обусловлен дефицитом инвестиций и оборотных средств продавцов, а также желанием производителя стимулировать продажи и ускорить товарный оборот.
В периоды экономических спадов и инфляции денежные суррогаты находят наибольшее применение в промышленности, строительстве и сельском хозяйстве. Как правило, используются в цепочках покупателей и продавцов, объединённых производством промежуточной продукции — от сырья до конечной продукции. В наименьшей степени в них заинтересованы организации розничной торговли, услуг связи и операций с недвижимостью, где традиционно высока доля расчетов наличными деньгами.
Глубина распространения денежных суррогатов является одним из показателей размера теневой экономики.

## Криптовалюта
В 2010-х годах в России и других странах получили распространение криптовалюты, выпуск и обращение которых децентрализованы. Участники самостоятельно определяют, у кого и сколько они возьмут криптовалюты в счёт оплаты за свой товар/услугу или погашения задолженности. Криптовалюта выполняет функцию средства платежа и может служить объектом спекулятивных операций. Эмитентом криптовалют может быть как сама платёжная система, так и частные лица или организации. Криптовалюты имеют специфичные особенности в сравнении с деньгами: анонимность, портативность, долговечность, защищённость.
Наиболее известными примерами являются платформы Биткойн, Ethereum.

### Позиция Президента Российской Федерации
На совещании в Сочи по вопросу использования цифровых технологий в финансовой сфере, которое прошло 10 октября 2017 года, Президент России Владимир Путин отметил, что в вопросе регулирования криптовалют важно не нагородить лишних барьеров, а создать условия для совершенствования финансовой системы России. Нужно выстроить регуляторную среду, чтобы защитить интересы граждан и бизнеса.

### Позиция Правительства РФ
В законопроекте «О внесении изменений в отдельные законодательные акты РФ», подготовленном Правительством Российской Федерации в 2015 году, но так и не внесенным в Государственную думу, под денежными суррогатами понимались «другие денежные единицы» в форме объектов имущественных прав, в том числе в электронном виде, используемые в качестве средства платежа и (или) обмена и непосредственно не предусмотренные федеральным законом.

### Позиция Росфинмониторинга
Росфинмониторинг выпустил информационное сообщение, согласно которому анонимность платежа является причиной использования криптовалют в торговле наркотиками, оружием, поддельными документами и преступной деятельности. Возможность бесконтрольного трансграничного перевода денежных средств и их последующего обналичивания, могут служить предпосылками вовлечения криптовалют в схемы, направленные на легализацию (отмывания) доходов, полученных преступным путем, и финансирование терроризма. Росфинмониторинг подчеркивает, что статьей 27 Федерального закона от 10.07.2002 № 86-ФЗ «О Центральном банке Российской Федерации (Банке России)» введен прямой запрет на выпуск на территории Российской Федерации денежных суррогатов.

### Позиция Банка России
Банк России 27.01.2014 выпустил информационное письмо, в котором говорится, что предоставление российскими юридическими лицами услуг по обмену «виртуальных валют», в частности Биткойн, на рубли и иностранную валюту, а также на товары (работы, услуги) будет рассматриваться как потенциальная вовлеченность в осуществление сомнительных операций в соответствии с законодательством о противодействии легализации (отмыванию) доходов, полученных преступным путём, и финансированию терроризма.
25 мая 2017 года заместитель Председателя Банка России Ольга Скоробогатова на выступлении в Государственной думе заявила, что Банк России предлагает идентифицировать криптовалюты в качестве цифрового товара и ввести их налогообложение. Скоробогатова уточнила, что Банк России предлагает в отношении ходящих в России криптовалют «применять законодательство с определенным уточнениями в части налогов, контроля и отчетности, как к цифровому товару». По ее словам, предложение поддержали Министерство финансов, Министерство экономического развития и «силовые ведомства», с которыми Банк России проводил совещания.
4 сентября 2017 Банк России выпустил новое информационное письмо, в котором предупреждает о ценовых рисках. По оценке регулятора, операции с криптовалютами совершаются вне правового регулирования в Российской Федерации и в других государствах. Операции несут с собой риски при проведении обменных операций и в случае привлечения финансирования через ICO. Банк России считает преждевременным допуск криптовалют, а также финансовых инструментов, номинированных или связанных с криптовалютами, к обращению на организованных торгах и в расчётно-клиринговой инфраструктуре на территории России.

## Денежные суррогаты в закрытой среде

### Детские
Для советских школьников в 1980-х и 1990-х годах вкладыши от жевательных резинок являлись ходовым товаром, де-факто выполняя функцию денежного суррогата. Вкладыши от жвачек обменивались по некоторым пропорциям. На них можно было выменять у сверстников игрушки либо даже продать за наличные деньги. Как выразилась писатель Мария Аверина, «Вкладыш — это больше, чем твёрдая мировая валюта». Дети способны по незнанию спустить все родительские деньги, собирая заветные вкладыши.
Детские денежные суррогаты играют важную роль в детской психологии и формировании будущих навыков. Как свидетельствуют педагогические исследования, их дарение и обмен у детей старшего дошкольного возраста служат для повышения социального статуса в глазах других детей. В ходе их обращения дети стараются обрести уважение и дружеское расположение сверстников.
Вкладыши от жвачки, выступая предметами подобных операций, имитируют товарно-денежный оборот. Прообразы производственно-коммерческой деятельности чередуются с простейшими финансовыми операциями, такими как заем незначительных денежных средств. Таким образом, имитация денежного обращения с использованием своеобразных денежных суррогатов позволяет обрести простейшие экономические знания и навыки, связанные с оценкой, обменом, потреблением и сбережением.

### Тюремные
В местах лишения свободы денежным сурогатом часто выступает небольшой по размеру, часто употребляемый продукт: сигареты, чай, сахар, еда, иногда наркотики. В СССР был случай, когда заключенные создали свою тайную внутритюремную валюту, полностью обеспеченную реальными деньгами, которые были надежно спрятаны.

## Денежные суррогаты в США
Управление кадровой службы (США) признаёт денежными суррогатами (англ. cash surrogate) некоторые формы выплат премий или иных поощрений и определяет денежный суррогат как «особую форму денежного вознаграждения», которая не является законным платёжным средством, но легко конвертируется в наличные деньги. Примерами денежных суррогатов являются «премиальные ваучеры» и «подарочные чеки» (в том числе в электронном виде), которые приобретаются у поставщиков и легко погашаются наличными деньгами или товаром. На подобные формы выплат распространяются все соответствующие положения о закупках, ограничения и требования как к денежным премиям. Денежными суррогатами не считаются «подарочные сертификаты поставщика» или «товарные ваучеры», так как они содержат ограничения места использования и затруднён выкуп.